# Ras al-Ajn (Idlib)
Ras al-Ajn (arab. راس العين) – miejscowość w Syrii, w muhafazie Idlib. W 2004 roku liczyła 2914 mieszkańców.